# Karel Koleš
Karel Koleš (16. listopadu 1943 - 9. dubna 2025) byl český fotbalista.

## Fotbalová kariéra
V československé lize hrál za TJ SU Teplice. Nastoupil ve 23 ligových utkáních a dal 2 ligové góly.

## Ligová bilance
| Ročník                                     | Zápasy | Góly | Klub           |
| ------------------------------------------ | ------ | ---- | -------------- |
| 1. československá fotbalová liga 1964/1965 | 18     | 2    | Slovan Teplice |
| 1. československá fotbalová liga 1966/1967 | 4      | 0    | SU Teplice     |
| 1. československá fotbalová liga 1967/1968 | 1      | 0    | SU Teplice     |
| CELKEM                                     | 23     | 2    |                |